# Франтішка Пламінкова
Франтішка Фаустіна Пламінкова (5 лютого 1875 року — 30 червня 1942 року) — чеська феміністка, письменниця, журналістка, вчителька. Відстоювала суфражизм, права освітянок одружуватись, рівні права у шлюбі. Була віцепрезиденткою Міжнародної ради жінок, Міжнародного альянсу виборчого права жінок, брала участь у багатьох міжнародних феміністичних конгресах.

## Життєпис

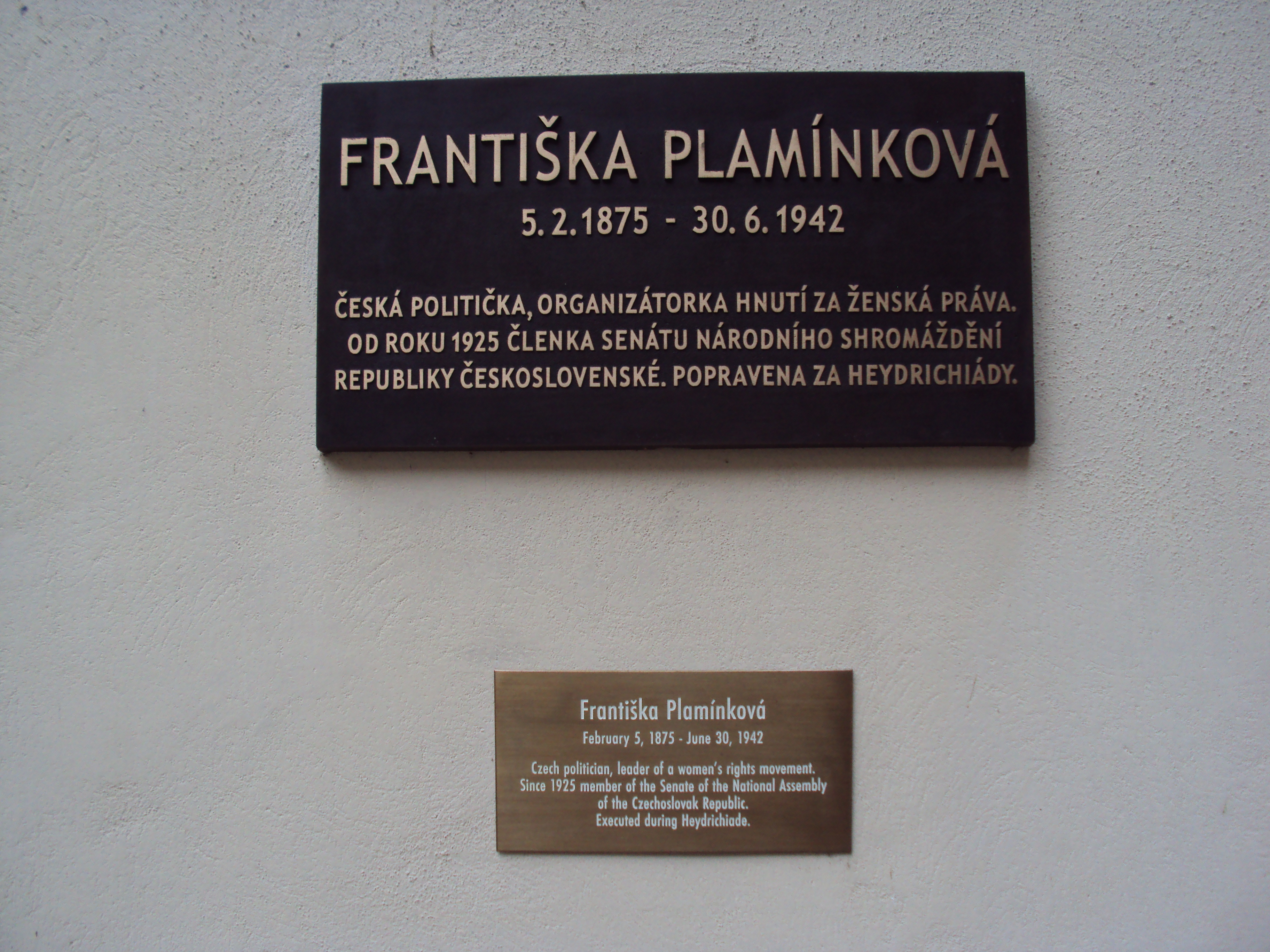
Меморіальна дошка сенатору Франтішці Пламінковій у саду палацу Валленштейн

Народилася 5 лютого 1875 року в Празі, Австро-Угорщина, у єврейській родині Франтішки (до шлюбу Крубнерової) та Франтішека Пламінека молодшою з трьох дочок.   Її батько був швець,. Після закінчення базової освіти Франтішка відвідувала Празький державний учительський інститут. У 1894 році Пламінкова почала викладати в початковій школі в Таборі, потім викладала протягом 6 місяців у Собеславі. Повернувшись до Праги в 1895 році, вона пройшла викладацьку практику в 1900 році й отримала сертифікат для викладання малювання, математики, фізики та письма. Вона приєдналася до Асоціації чеських вчителів і висловилася проти австро-угорського закону, який забороняв вчителям одружуватися і вимагав, щоб вони залишались безшлюбними. Франтішка Пламінкова була обрана до міської ради Праги та Національних зборів, виконувала обов'язки голови сенату, коли Чехословаччина відкололася від Австро-Угорської імперії. 

### Опір рейху, депортація та смерть

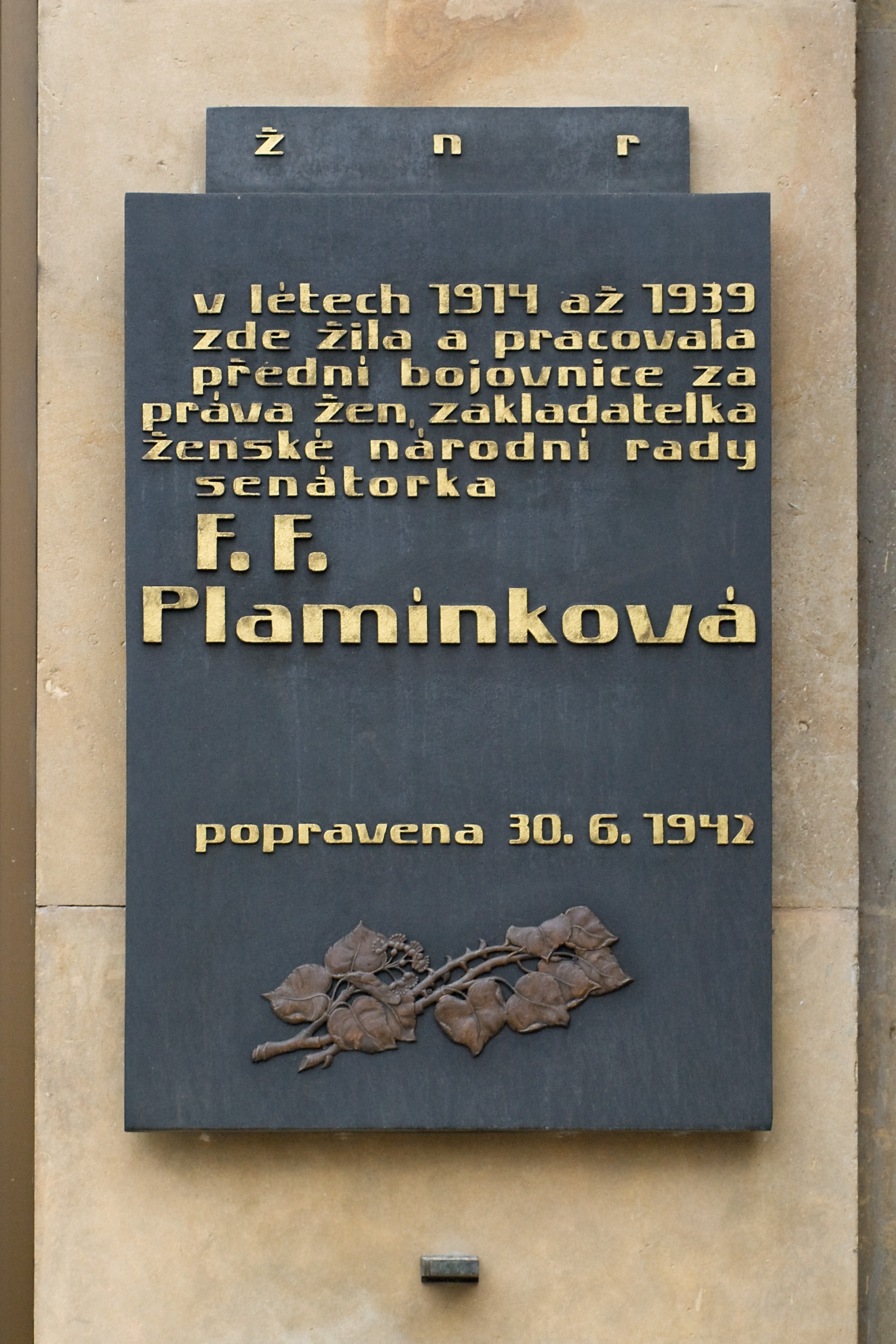
Дошка на будинку в Празі, де Пламінкова жила і працювала між 1914 і 1939 роками

У 1938 і 1939 рр. гітлерівські війська окупували більшу частину Чехословаччини, було підписано Мюнхенську угоду. Реакцією Пламінкової було написання відкритого листа Гітлеру з критикою його режиму.  Вона була учасницею 13-го конгресу IWSA в Копенгагені в 1939 році. Друзі закликали залишитися за кордоном, побоюючись за її безпеку. Вона відмовилася, вважаючи, що найкраще може працювати для чеського народу вдома. У 1939 р. її заарештувало гестапо, пізніше звільнили, але вона перебувала під наглядом.
Всупереч тому, що всі інші політичні партії, які протистояли нацистським, були офіційно заборонені, Національне партнерство, як єдина дозволена партія, намагалася переконати Пламінкову та ЖНР підтримати їхні цілі, але вона відмовилася. Вона запланувала серію лекцій, сподіваючись просувати чеський націоналізм, який зосереджувався на літературі, чеській мові та культурі. Остання лекція з релігії так і не була проведена. Пламінкова була повторно заарештована в 1942 році після вбивства Рейнхарда Гейдріха і доставлена до концтабору Терезієнштадт. Вона була розстріляна 30 червня 1942 року.

## Боротьба за права жінок
У 1901 році Пламінкова заснувала Жіночий клуб у Празі, а через чотири роки створила Комітет виборчого права жінок. Пламінкова стала рушійною силою чеського прагнення до виборчого права та працювала над підвищенням громадської свідомості щодо необхідності виборчих прав. На мітингах жінки підтримували право загального виборчого права для жінок, яким було відмовлено у виборчому праві. У 1907 році австрійським урядом чоловіки отримали право на імперські вибори, але жінкам було відмовлено. Пламінкова зрозуміла, що місцевий богемський закон насправді не забороняє жінок на провінційному рівні, і переконала кілька політичних партій висувати кандидаток-жінок. У 1912 році була обрана перша жінка Божена Вікова-Кунетічка, і хоч губернатор визнав недійсним результат, вибори здобули міжнародне визнання Пламінкової та чеських феміністок. Водночас Пламінкова подорожувала по Європі та виступала кореспонденткою новин у Першій Балканській війні. Спроби Австро-Угорщини обмежити свободу і скасувати чеський націоналізм під час Першої світової війни мали протилежний результат, оскільки вони змусили вигнанців звернутися за допомогою до західних союзників, щоб просувати незалежну Чехословаччину. Коли західні союзники поставили Вашингтонську декларацію умовою проголошення миру, жінки отримали виборчі права в 1918 році.
Зміни були негайними. Закон, згідно з яким вчителі повинні залишатися неодруженими, був скасований в 1919 році. Членкиня національно-ліберальної Чехословацької соціалістичної партії Пламінкова брала участь у перших місцевих виборах в 1919 році. Обрана депутаткою Празької міської ради, вона звільнилася з посади вчительки. Вона також була призначена чехословацькою делегаткою Генеральної Асамблеї Ліги Націй у Женеві. На Женевській конференції міжнародних феміністок у червні 1920 р. Пламінкова змогла повідомити, що на перших парламентських виборах 1920 р. 54 % виборців були жінками, на відміну від 46 % чоловіків; 12 % посад у провінціях займали жінки; 13 із 302 членів Палати депутатів були жінками; і 3 зі 150 обраних сенаторів були жінками.
До 1923 року Пламінкова зрозуміла, що законодавчий орган не зацікавлений вносити виправлення до цивільного кодексу, які забезпечать рівність жінок. Вона заснувала Жіночу національну раду (ŽNR), яка приєдналася до Міжнародного альянсу виборчого права жінок (IWSA) та Міжнародної ради жінок (ICW), швидко перетворившись на впливову лобістську групу. Спочатку ЖНР зосередився на зміні сімейного та шлюбного законодавства, сподіваючись досягти юридичної рівності в законах, що регулюють шлюб та розлучення. Однією з головних цілей Пламінкової було перетворення наявної оплачуваної відпустки по вагітності та пологах у ефективне право. Іншим акцентом стала зміна кодексу, який призначав чоловіка головою домогосподарства, ставлячи жінок у таке ж становище, як діти, і не даючи їм права брати участь у їхньому економічному житті чи питаннях опіки. Вона використовувала свої письменницькі здібності для досягнення феміністичних цілей.

### Членкиня та голова Сенату
У 1925 році Пламінкову було обрано віцепрезиденткою ICW. До 1930 року вона також виконувала обов'язки віцепрезидентки IWSA і була переобрана до складу Сенату.
Оскільки Велика депресія спричинила світові економічні негаразди, уряд Чехії висунув пропозиції жорсткої економії, які Пламінкова розцінила як загрозу рівності. Працюючих жінок не лише націлювали на звільнення, але парам, одруженим чи проживаючим разом, загрожувало зменшення заробітної плати, як і одиноким людям, які жили з батьками. Пламінкова та ЖНР розпочали шквал протестів проти міністрів уряду в 1933 р., сподіваючись зупинити законодавство. Закон прийнятий, попри протест, з виправданням того, що в такі важкі часи неможливо було утримувати сім'ї, в яких було дві пари робочих рук. Голова Сенату в 1936 р. Пламінкова не змогла здійснити зміни до сімейного кодексу. У 1937 році Пламінкова закликала як власну партію, так і законодавчу владу за те, що вони не визнавали жінок громадянами, а легально ставились до них як до дочок, матерів та дружин. Хоча її партія прийняла нову назву «Чехословацька націонал-соціалістична партія» в 1926 році, вона ніколи не мала жодної приналежності до німецьких націонал-соціалістів. Партія прагнула не до колективного соціалізму, а до справедливої системи соціально-економічної та політичної рівності. Партія була одним з головних опонентів Комуністичній партії Чехословаччини. Виступаючи з приводу режиму, вона стала об'єктом спостереження і в 1938 р. відбулася невдала спроба Режени Беднаржикової-Тернвальдової усунути Пламінкову від керівництва ЖНР. Беднаржикова-Тернвальдова була письменницею, редакторкою та керівницею Чеської національної ради (чеськ. Národní rada česká) (NRČ), організації, яка була створена для інтеграції культурних інтересів меншин з різними політичними поглядами у період з 1939 по 1945 р.

## Пам'ять
- У 1936 році чеський композитор Джулі Рейсерова присвятив Пламінковій пісню, створену за її текстом, для жіночого хору.[34]
- Посмертно Пламінкова була ушанована на першому післявоєнному з'їзді IWSA в 1946 р.[11]
- У 1950 році вона була нагороджена Золотою зіркою, найвищою нагородою чехословацької армії.
- Орденом Томаша Гарріге Масарика, який створений в 1990 році на честь чехів, які зробили значний внесок у права людини, була нагороджена у 1992 році [35]
- У лютому 2016 року Google підготував Doodle до 141-ї річниці її дня народження.[36]